# Éditions Lokole

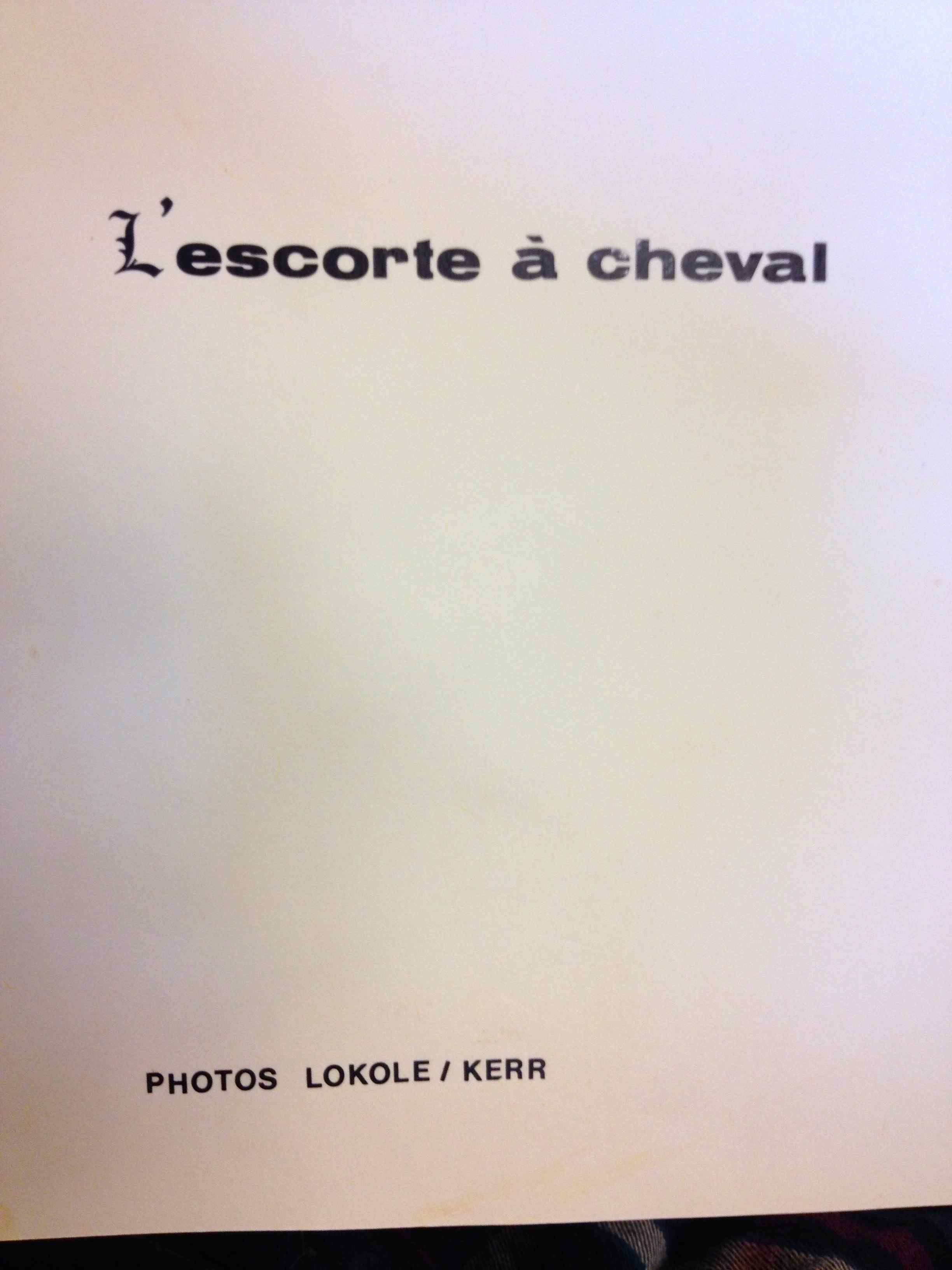
L'Escorte à cheval, album-photo du gouvernement Mobutu Sese Seko publié par les éditions Lokole.

Les Éditions Lokole est la maison d'édition d'État de la République démocratique du Congo. Elle fut créée par l'ordonnance présidentielle n°78/299 du 6 juillet 1978 sous la deuxième République. À sa création, sa mission est de « promouvoir l'essor littéraire en République du Zaïre ; assurer la publication, la diffusion et la commercialisation des œuvres des écrivains zaïrois ; éditer une revue culturelle. »